# Stabilimenti meccanici di Pozzuoli

Il cantiere Armstrong nel 1900 circa

Gli Stabilimenti meccanici di Pozzuoli sono stati un'importante realtà industriale del napoletano.
Le origini risalgono al 1885, quando l'industria britannica Armstrong, che costruiva armi per forze armate di tutto il mondo venne autorizzata ad impiantare a Pozzuoli una fabbrica metallurgica per la costruzione di artiglierie navali, lungo la costa, su un'area di 50.000 metri quadrati, dove anticamente, secondo la tradizione, sorgeva l'Accademia di Cicerone.
La fabbrica fu un'importante fonte di reddito per la maggior parte delle famiglie puteolane; nel 1886 vi lavoravano 250 operai che diventarono 4.000 nel 1911 e 5000 nel 1916. Negli anni che precedettero il primo conflitto mondiale nello stabilimento venne costruito gran parte dell'armamento delle navi da battaglia Dante Alighieri e di quelle delle classi Cavour e Duilio, in particolare l'armamento principale costituito dal cannone 305/46 EOC Pattern "T" che ha equipaggiato la corazzata Dante Alighieri e le corazzate Cesare e Duilio; lo stabilimento divenne la maggiore fabbrica di cannoni in Italia. All'inizio del novecento alla lavorazione meccanica venne abbinata quella siderurgica. Lo stabilimento era favorito dalla posizione, con la collocazione sul mare, con un grande pontile lungo 200 metri, fornito di binari ferroviari che si estendevano per sette chilometri all'interno della fabbrica. La posizione consentiva l'approdo delle navi da carico che portavano il carbone e il minerale ferroso e anche delle navi militari, in cui dovevano essere imbarcati i cannoni. Nel corso della prima guerra mondiale lo stabilimento ebbe una grande espansione produttiva cui sarebbe seguito un periodo di crisi dopo il 1919, a causa della fine dell'economia di guerra, che provocherà il passaggio nel 1929 al gruppo Ansaldo.
Nel periodo tra le due guerre la denominazione divenne prima "Arsenale artiglierie" per poi assumere quella di "Ansaldo artiglierie" dopo il passaggio all'Ansaldo.
Dopo la seconda guerra mondiale la denominazione divenne Stabilimenti meccanici di Pozzuoli e venne progressivamente abbandonata la produzione bellica, per dedicarsi alla produzione meccanica media, fucinatura, stampaggio e carpenteria. Nel primo periodo dopo la guerra poiché le commesse civili tardavano a decollare, venne sviluppato e costruito per la Marina Militare un moderno pezzo d'artiglieria navale, il cannone antiaereo da 76/62 mm denominato tipo SMP3, cioè da tre pollici, da cui scaturisce la sua sigla “SMP-3”, imbarcato sulle corvette Albatros e sulle corvette dello stesso tipo realizzate nei cantieri italiani per la marina danese e olandese. La produzione di questo cannone fu l'ultima commessa militare di questi stabilimenti, in quanto la Marina Militare decise di affidare la produzione delle sue artiglierie navali agli stabilimenti Oto Melara di La Spezia.
Nel 1948 questi stabilimenti passarono sotto il controllo dell'IRI, come diramazione della finanziaria Finmeccanica. Inizia così anche la costruzione di materiale rotabile ferroviario prima con l'insegna degli stessi S.M.P. per proseguire nel 1957 con l'Aerfer ed infine nel 1967 con la SOFER.

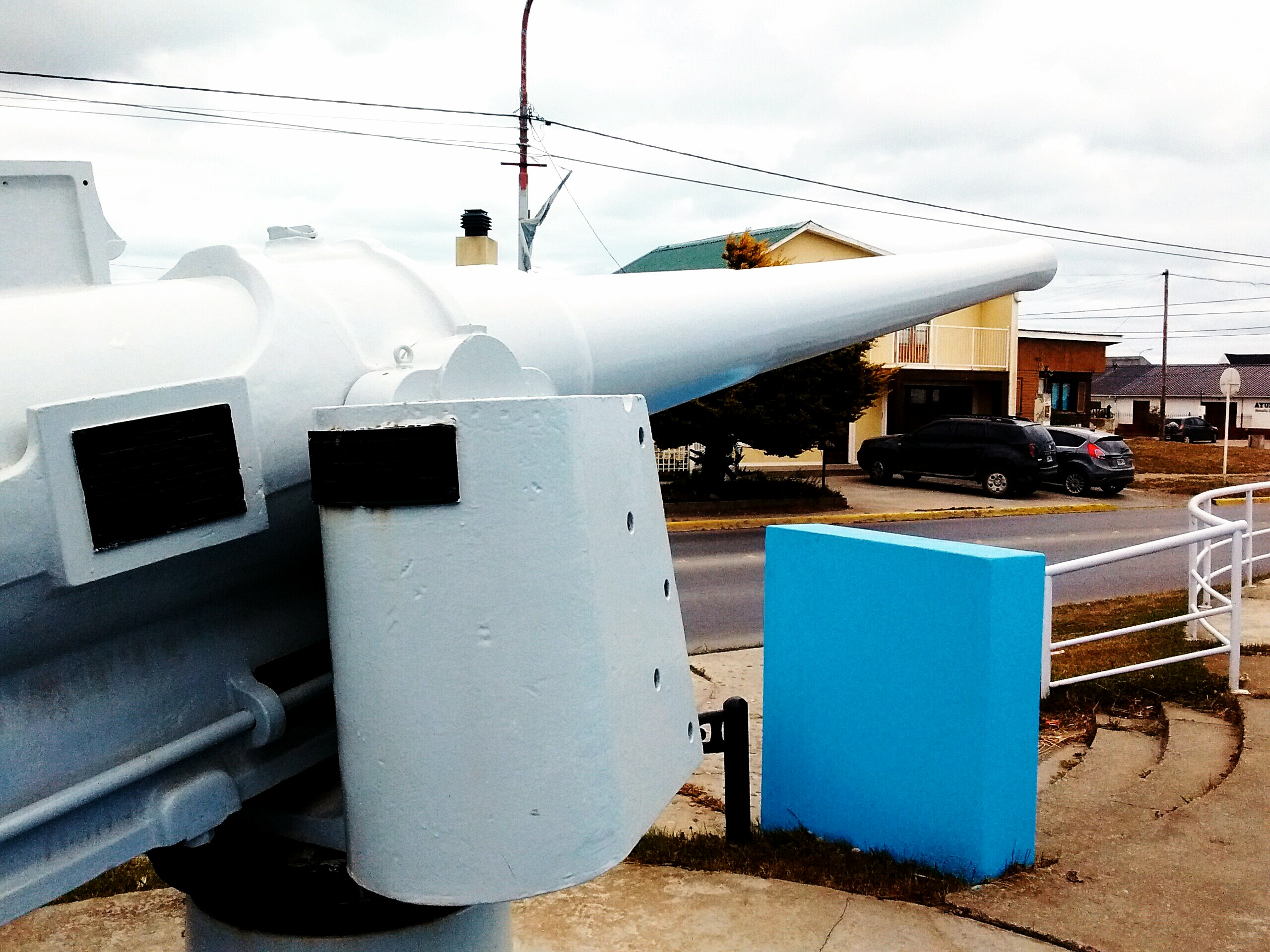
artiglieria navale in Río Grande

Negli anni cinquanta gli stabilimenti vengono rilevati dalla IMAM (Industrie meccaniche aeronautiche meridionali SpA) che a sua volta venne inglobata dalla Aerfer, società di Finmeccanica costituita il 26 luglio 1955 per raggruppare le attività del polo aeronautico campano.
Nel 1967, in seguito alla scissione di questa società, lo stabilimento venne ceduto alla Sofer Officine Ferroviarie del gruppo EFIM, che l'anno seguente, in seguito alla ristrutturazione delle aziende del gruppo che operavano nel settore ferroviario, venne inglobata dalla Breda Ferroviaria con cui negli anni ottanta diede vita al consorzio Inbus.
Nel tempo lo stabilimento ha raggiunto i 170.000 metri quadrati di estensione.
Dopo una prima grande crisi nel 1993, nel 2003 gli stabilimenti sono stati chiusi dopo oltre 100 anni di attività..
Per l'area precedentemente occupata dagli stabilimento è in corso un progetto per la riqualifica e la successiva destinazione a centro velico.